# .mv
.mv este un domeniu de internet de nivel superior, pentru Maldive (ccTLD).